# Actinostemon lasiocarpus
Actinostemon lasiocarpus är en törelväxtart som först beskrevs av Johannes Müller Argoviensis, och fick sitt nu gällande namn av Henri Ernest Baillon. Actinostemon lasiocarpus ingår i släktet Actinostemon och familjen törelväxter. Inga underarter finns listade i Catalogue of Life.